# Ngarus
Ngarus is een bestuurslaag in het regentschap Pati van de provincie Midden-Java, Indonesië. Ngarus telt 1774 inwoners (volkstelling 2010).